# Musese (Wahlkreis)
Musese ist ein Wahlkreis in der Region Kavango-West im Nordosten Namibias. Er hat 13.659 Einwohner (Stand 2023) auf einer Fläche von gut 1400 km². Wahlkreissitz ist die Ansiedlung Musese.

## Wahlen
| Wahl | Name          | Partei | Stimmenanteil |
| ---- | ------------- | ------ | ------------- |
| 2015 | Sakeus Kudumu | SWAPO  | 92,4 %        |
| 2020 | Kosmas Katura | SWAPO  | 84,4 %        |